# Like Nastya
Anastasia Iurievna Radzinskaya (Russo: Anastasia Iurievna Radzinskaya; Krai de Krasnodar, 27 de janeiro de 2014), conhecida online como Like Nastya (Nastya), é uma YouTuber russo-americana. Ela possui um canal secundário, chamado Learn Like Nastya.

## Conteúdo
O conteúdo de Radzinskaya inclui, entre outras coisas, canções infantis, entretenimento educativo, unboxings, vlogs e encenações. Seus canais são dublados em inglês, alemão, árabe, bengali, francês, português, hindi, turco, espanhol, coreano, vietnamita e indonésio.

## História
Radzinskaya nasceu no Krai de Krasnodar, Sul da Rússia.
Antes de iniciar o canal, a mãe de Anastasia, Anna, era proprietária de um salão de noivas em Krasnodar, enquanto o pai, Iurii, possuía uma empresa de construção. Em 2015, os pais de Radzinskaya venderam suas empresas, e, em janeiro de 2016, criaram o canal no YouTube, que cresceu rapidamente devido ao conteúdo. A família mudou-se para Miami, Flórida em 2018.
Os pais de Radzinskaya assinaram com a rede multicanal Yoola. De acordo com a Forbes, Radzinskaya foi "uma das criadoras de conteúdo de crescimento mais rápido do mundo, graças a vídeos em 7 idiomas" em 2019, tornando-se a 3ª YouTuber mais bem paga do mundo, com uma renda anual estimada em 18 milhões de dólares. Seu canal no YouTube está entre os 10 mais inscritos em 2024.
| Canal            | Inscritos, milhões | Visualizações, bilhões | Placas do YouTube | Placas do YouTube | Placas do YouTube | Placas do YouTube | Placas do YouTube |      |      |      |
| Canal            | Inscritos, milhões | Visualizações, bilhões | 0.1               | 1                 | 10                | 50                | 100               |      |      |      |
| ---------------- | ------------------ | ---------------------- | ----------------- | ----------------- | ----------------- | ----------------- | ----------------- | ---- | ---- | ---- |
| Canal            | Inscritos, milhões | Visualizações, bilhões | Like Nastya       | 125               | 109               | 2016              | 2018              | 2018 | 2020 | 2022 |
| Like Nastya Show | 44.2               | 21.2                   | 2017              | 2017              | 2019              |                   |                   |      |      |      |
| Like Nastya ESP  | 41.9               | 21                     | 2017              | 2017              | 2019              |                   |                   |      |      |      |
| Like Nastya Vlog | 21.9               | 10.1                   | 2017              | 2017              | 2019              |                   |                   |      |      |      |
| Like Nastya AE   | 27.2               | 13.8                   | 2019              | 2019              | 2020              |                   |                   |      |      |      |
| Like Nastya PRT  | 26.6               | 14.96                  | 2019              | 2019              | 2020              |                   |                   |      |      |      |
| Like Nastya Live | 1.48               | 458M                   | 2024              | 2024              |                   |                   |                   |      |      |      |

## Filmografia
| Ano  | Título             | Papel     | Notas                 |
| ---- | ------------------ | --------- | --------------------- |
| 2024 | The Tiny Chef Show | Ela mesma | Episódio: "Ice Cream" |